# 12051 Pícha
12051 Pícha è un asteroide della fascia principale. Scoperto nel 1997, presenta un'orbita caratterizzata da un semiasse maggiore pari a 2,3050953 UA e da un'eccentricità di 0,1722556, inclinata di 9,38751° rispetto all'eclittica.